# Тен'ен
Тен'ен (яп. 天延 — тен'ен, «небесна тривалість») — ненґо, девіз правління імператора Японії з 973 по 976 роки.

## Хронологія
- 3 рік (975) — складено «Щоденник бабки», авторства матері Фудзівари но Мітіцуне.

## Порівняльна таблиця
| Роки Тен'ен             | 1    | 2    | 3    | 4    |
| Григоріанський календар | 973  | 974  | 975  | 976  |
| Китайський календар     | 癸酉 | 甲戌 | 乙亥 | 丙子 |